# Perfectos desconocidos
Perfectos desconocidos és una pel·lícula espanyola de l'any 2017, dirigida per Álex de la Iglesia. Es tracta d'una adaptació de la pel·lícula italiana de 2016 Perfetti sconosciuti de Paolo Genovese.
El 22 de novembre de 2019 es va estrenar a televisió al canal Telecinco.

## Sinopsi
En un sopar entre quatre parelles que es coneixen de tota la vida, es proposen un joc que posarà sobre la taula els seus pitjors secrets: llegir en veu alta els missatges i les trucades dels seus mòbils, la seva vida sencera compartida per tots en aquest moment; sortiran a la llum molts aspectes ocults.

## Repartiment
- Belén Rueda: Eva
- Eduard Fernández: Alfonso
- Ernesto Alterio: Antonio
- Juana Acosta: Ana
- Eduardo Noriega: Eduardo
- Dafne Fernández: Blanca
- Pepón Nieto: Pepe
- Beatriz Olivares: Sofía
- María Jesús Hoyos: Àvia de Javi i Rosa
- Gonzalo Torralba: Javi
- Valentina Méndez: Rosa

## Recaptació
La pel·lícula va ser la segona pel·lícula en castellà amb més ingressos del 2018 a Espanya, amb una recaptació de 13 milions d'euros per 2 milions d'entrades. La pel·lícula també es va mantenir com una de les pel·lícules en castellà amb més recaptació del 2018 a Espanya, i va acabar en tercer lloc amb una recaptació de 9,2 milions d'euros per 1,3 milions d'entrades. A tot el món havia recaptat 31 milions de dòlars el gener de 2019.

## Nominacions i premis
Medalles del Cercle d'Escriptors Cinematogràfics
| Categoria           | Persona                                     | Resultat |
| ------------------- | ------------------------------------------- | -------- |
| Millor director     | Álex de la Iglesia                          | Nominat  |
| Millor actor        | Eduard Fernández                            | Nominat  |
| Millor guió adaptat | Álex de la Iglesia Jorge Guerricaechevarría | Nominat  |

Fotogramas de Plata 2017
| Categoria               | Persona      | Resultat   |
| ----------------------- | ------------ | ---------- |
| Millor actriu de cinema | Juana Acosta | Guanyadora |